# Mausoleum van Jahangir

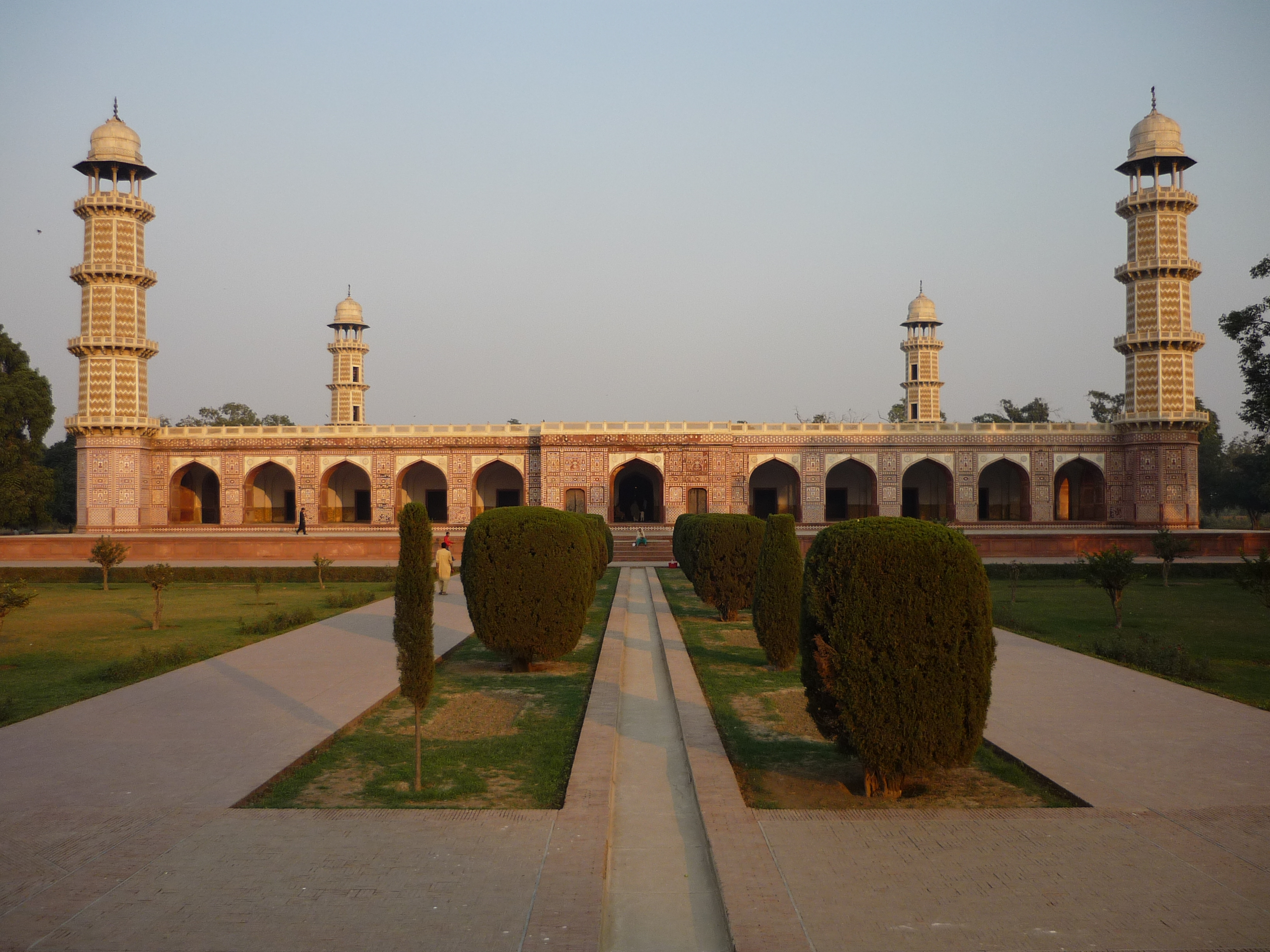
mausoleum van Jahangir

Het mausoleum van Jahangir is een monumentaal mausoleum nabij Lahore in Pakistan. Het grafmonument werd tussen 1628 en 1638 gebouwd als laatste rustplaats voor Jahangir (1569-1627), de vierde heerser over het Mogolrijk, in opdracht van zijn zoon en opvolger Shah Jahan (1592-1666). 
Het was traditie onder de eerste Mogolheersers om grote mausolea in symmetrisch aangelegde, ommuurde tuinen te bouwen voor hun voorgangers. Zo liet Akbar Humayuns tombe in Delhi bouwen, terwijl Jahangir voor zijn vader in Sikrandra, een voorstad van Agra, het mausoleum van Akbar bouwde. Shah Jahan vervulde zijn plicht als troonopvolger met dit grafmonument in Lahore, maar in de hofkronieken wordt nauwelijks aan het project gerefereerd. Vader en zoon stonden op gespannen voet met elkaar. Shah Jahan, toen nog onder zijn eigenlijke naam Khurram, was in de jaren 1620 in opstand gekomen tegen zijn vader en diens echtgenote Nur Jahan, toen de laatste een andere troonpretendent naar voren schoof. Kennelijk waren de wonden van dit conflict nog niet geheeld voor Shah Jahan, die voor zijn echtgenote Mumtaz Mahal de meest imponerende van alle Mogoltombes bouwde, de Taj Mahal. Nur Jahan had de supervisie over de bouw van Jahangirs tombe. Eerder had zij voor haar vader Mirza Ghiyath Beg een elegant grafmonument in Agra gebouwd, de tombe van Itimad ud-Daulah. 
Jahangir had de wens uitgesproken om in de open lucht begraven te worden, conform de islamitische traditie (zie Hadith). Een grote koepel, zoals bij Humayuns tombe en de Taj Mahal, was daarom geen optie. Zijn mausoleum bestaat uit een simpel vierkant platform met zijden van 84 meter. Op elke hoek staat een minaret van 30 meter hoog, om toch aan de eisen van keizerlijke grandeur te kunnen voldoen. 
Oorspronkelijk stond een marmeren cenotaaf van Jahangir op het dak van het platform, omringd door eveneens marmeren schermen, maar deze is verloren gegaan. In de centrale grafkamer binnen staat de sarcofaag van Jahangir op een met bloemmotieven ingelegde sokkel. De tombe zelf is van wit marmer met zwart ingelegde kalligrafieën van de 99 namen van God, net als die van Mumtaz Mahal in de Taj Mahal. 

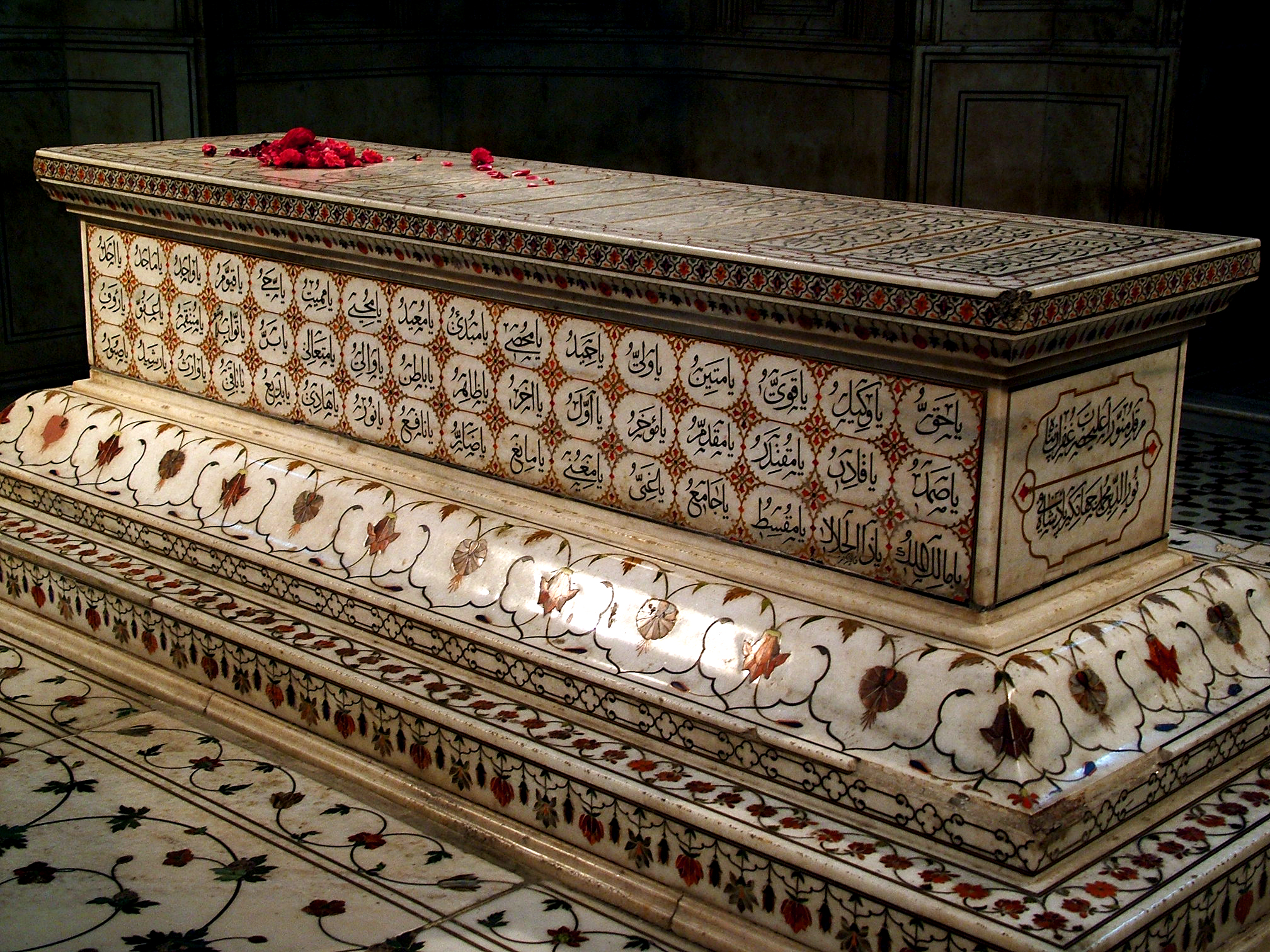
sarcofaag van Jahangir
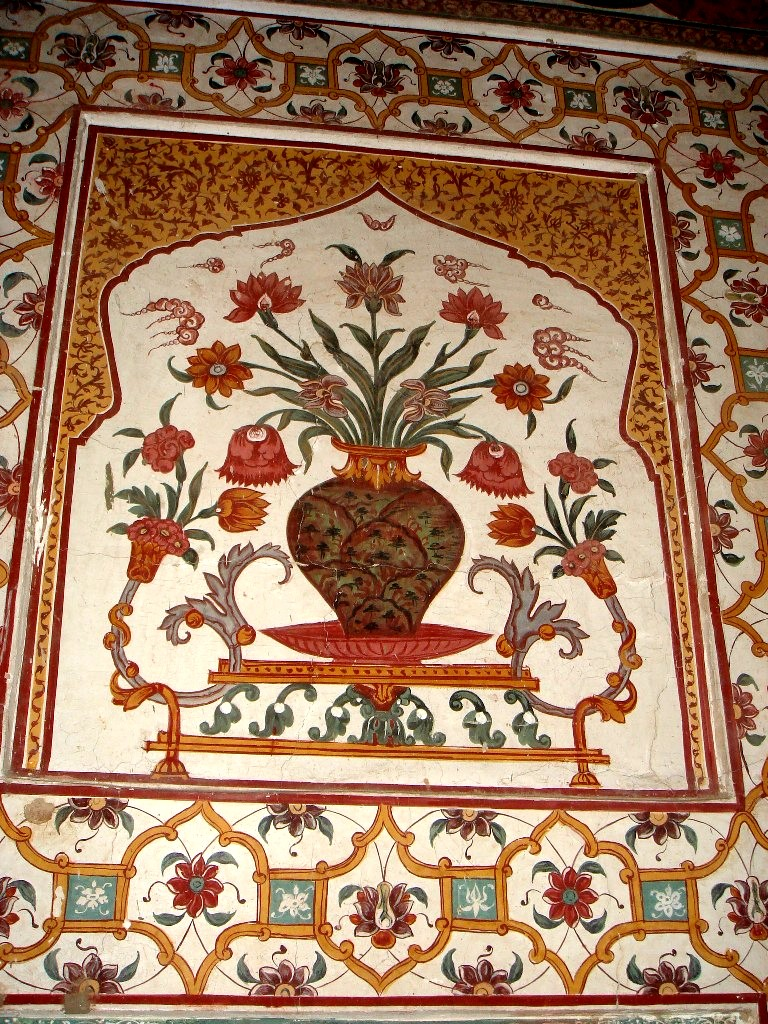
fresco in de grafkamer
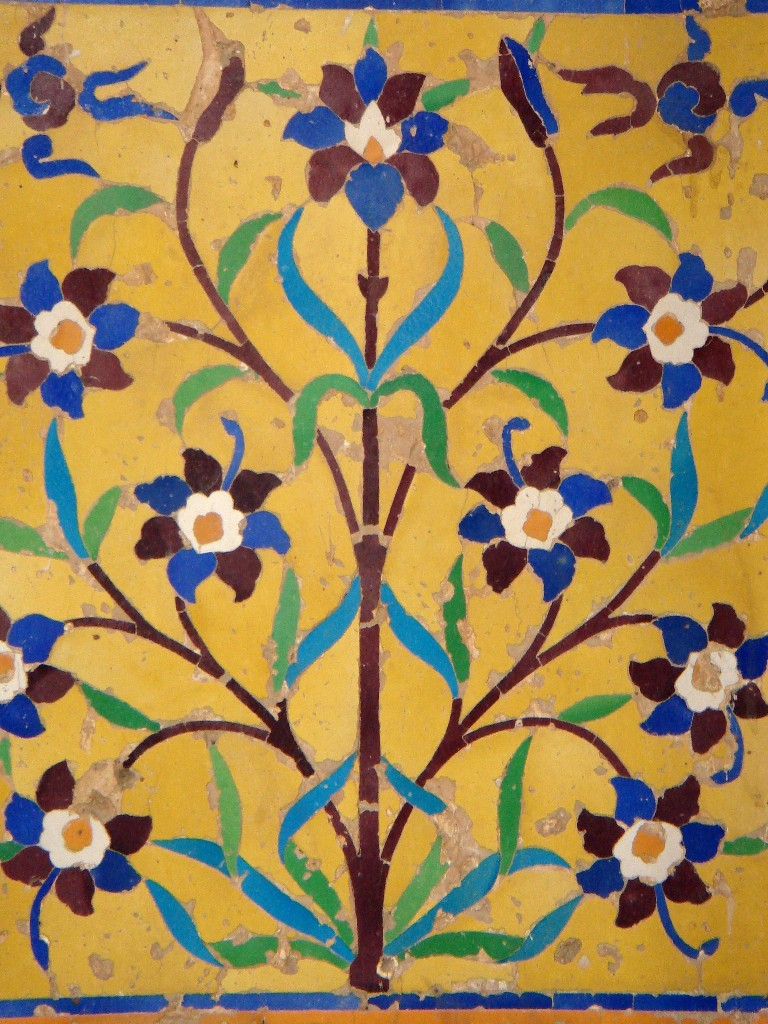
ingelegd porseleinen tegelwerk (kashi) met bloemmotieven
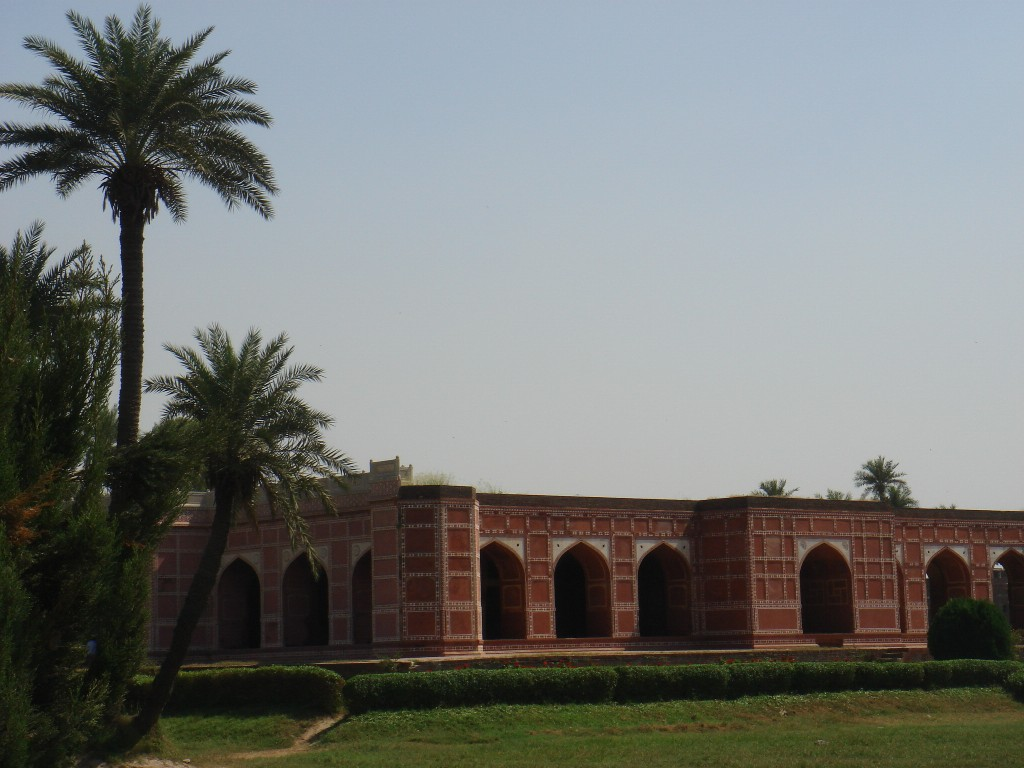
het nabijgelegen mausoleum van Nur Jahan, in dezelfde stijl